# Saint-Pierre-de-Lages
Saint-Pierre-de-Lages – miejscowość i gmina we Francji, w regionie Oksytania, w departamencie Górna Garonna.
Według danych na rok 1990 gminę zamieszkiwały 333 osoby, a gęstość zaludnienia wynosiła 46 osób/km² (wśród 3020 gmin regionu Midi-Pireneje Saint-Pierre-de-Lages plasuje się na 734. miejscu pod względem liczby ludności, natomiast pod względem powierzchni na miejscu 1309.).